# Зелан
Луис Рика́рдо да Си́лва (порт.-браз. Luiz Ricardo da Silva; 12 ноября 1984, Пиражуи, Бразилия), более известный как Зела́н (порт.-браз. Zelão) — бразильский футболист, защитник.

## Карьера
В детстве играл в футбол во дворах на асфальте, мячи тогда порой приходилось делать из старых тряпок или носков, вместе с товарищами играли такими «снарядами» иногда с утра и до ночи. Именно во время одного из таких матчей Луиса заметил работник службы социального надзора, после чего его определили в спортивную школу, благодаря чему с того момента заниматься футболом он стал официально. Однако даже в школе приходилось играть на площадке, нормальный газон Зелан увидел значительно позже.
Первым клубом Луиса стал «Матоненсе» из города Матана, с которым он подписал свой первый профессиональный контракт в возрасте, по словам самого игрока, 14 или даже 13 лет. К тому времени он уже жил в Сан-Паулу, куда переехал из родного города Пиражуи, а команда «Матоненсе» представляла город из штата Сан-Паулу. Первая зарплата Зелана составила 450 реалов и была реальной помощью его семье.

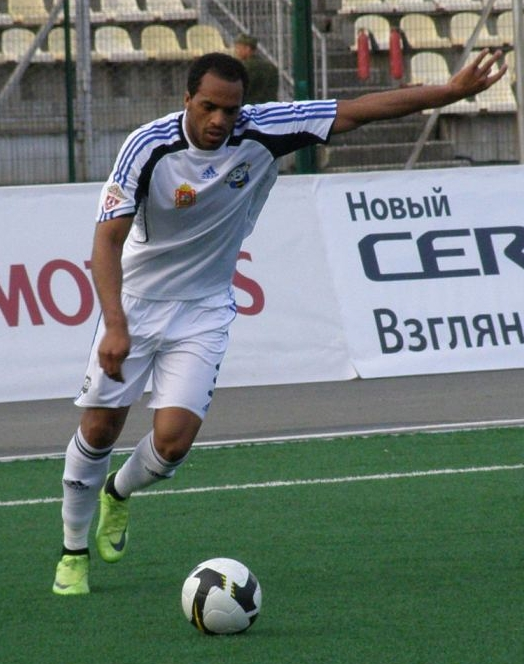
Зелан в игре за «Сатурн».

Провёл за «Сатурн» 75 матчей в чемпионате России, забил 3 мяча, получил 16 жёлтых и 1 красную карточку.
31 января 2011 года перешёл в «Кубань», с которой подписал трёхлетний контракт. По словам самого игрока, у него было немало предложений от клубов РФПЛ, Бразилии, «большой пятёрки» европейских чемпионатов и даже Китая, однако он сделал выбор в пользу «Кубани», ознакомившись сначала с сайтом команды, почитав который понял, что в городе любят футбол и атмосфера в команде отличная, также важную роль в принятии решения сыграла фигура главного тренера Дана Петреску, ну а решающим фактором для Луиса стал совет жены, которая ранее бывала в городе и оценила его как очень тёплый и современный, в котором семье Зелана будет уютно. Дебютировал в составе «Кубани» 13 марта 2011 года в домашнем матче 1-го тура чемпионата против казанского «Рубина». Первый гол забил на 35-й минуте домашнего матча 5-го тура чемпионата против «Ростова».
30 января 2013 года подписал контракт с казахстанским клубом «Астана». Зелан стал самым дорогим игроком казахстанской Премьер-Лиги. Дебют состоялся в матче Суперкубка против карагандинского «Шахтёра».

## Личная жизнь
Зелан в детстве жил с матерью, а с отцом общался мало, поскольку его родители расстались, когда он был ещё маленьким, сейчас его мать проживает в городе Президенти Алвеш, находящемся недалеко от Пиражуи.
Луис женат, супруга Виктория Бравичева, русская, ранее профессионально занималась спортом, играла за волейбольную команду МГФСО. В семье есть дочь Вероника. Зелан неплохо говорит по-русски.